# 蒙德维尔遗址
蒙德维尔遗址是北美洲密西西比文化的一个遗址，位于美国东南部亚拉巴马州。考古发掘证明，在公元11到16世纪这里是附近区域的一个政治文化中心，形成了酋邦国家。蒙德维尔是密西西比文化第二大遗址，仅次于北方的卡霍基亚遗址。发展程度为新石器时代晚期到铜石并用阶段。